# Tougher Than Leather (Run DMC)
Tougher Than Leather è il quarto album di studio del gruppo hip hop dei Run DMC. Anche se non ottenne successo come il precedente Raising Hell, ottenne il disco di platino e generò le hit Run's House e Mary, Mary (cover della canzone dei Monkees). Tougher Than Leather ha elementi non solo rap ma anche rock e funk, rendendolo il lavoro dai suoni più vari, accanto a King of Rock. Il brano Mary, Mary venne incluso nella compilation di Radio Deejay chiamata Deejay Rap
Nel 2005, per commemorare la morte di Jason Mizell, vennero pubblicati nuovamente, con tracce bonus, i primi quattro album dei Run DMC.

## Tracce
1. Run's House – 3:49
2. Mary, Mary – 3:12
3. They Call Us Run-D.M.C. – 2:56
4. Beats to the Rhyme – 2:43
5. Radio Station – 2:50
6. Papa Crazy – 4:18
7. Tougher Than Leather – 4:20
8. I'm Not Going Out Like That – 4:20
9. How'd Ya Do It Dee – 3:20
10. Miss Elaine – 3:05
11. Soul to Rock and Roll – 2:17
12. Ragtime – 2:42

### Tracce bonus nell'edizione "Deluxe"
1. Beats to The Rhyme (strumentale)
2. Crack (demo)
3. Christmas in Hollis
4. Penthouse Ad